# Transaction processing
In informatica il transaction processing (lett. "elaborazione delle transazioni") è un paradigma di elaborazione in cui ogni operazione viene svolta nell'ambito di una transazione, ovvero una sequenza indivisibile di operazioni che in caso di fallimento (anche parziale) viene annullata nella sua interezza.

## Descrizione
Un processo di transazione è un tipo di elaborazione tipicamente riferito ad una base dati, benché non si possa limitare la definizione solo per tale ambito. Più in generale riferendosi all'ambito della informatica teorica, si può dire che questo tipo di elaborazioni sono destinate alla interazione con sistemi stabili ad uno stato noto, esaurendosi il processo attraverso iterazioni finite ed auto consistenti (cfr. definizione di cui sopra).
Un esempio interessante è il processo che coinvolge una tipica transazione bancaria di bonifico.
Si consideri l'ipotesi di un signore che intende trasferire €100,00 dal proprio conto corrente verso un altro. Questa transazione è una singola operazione secondo la banca, ma coinvolge contemporaneamente due funzionamenti separati in termini di elaborazione informatica: addebitamento del cliente per i 100 euro ipotizzati e accredito della medesima cifra per il destinatario del bonifico effettuato. Se l'addebito si conclude con successo, ma non l'accredito (o viceversa), ci sarebbe un errore in uno dei due sistemi informatici delle banche coinvolte. È dunque necessario accertarsi che entrambi i processi riescano oppure che entrambi vengono a mancare, di modo che non vi sia mai alcuna contraddizione nella base dati della banca o delle banche coinvolte.
La strutturazione teorica del transaction processing è destinata a fornire la garanzia di coerenza rispetto alle elaborazioni di questo genere; i diversi funzionamenti di ciascuna parte della elaborazione, legata ad una funzione, sono collegati insieme automaticamente come singola transazione indivisibile.
Il sistema d'elaborazione si accerta che tutti i singoli processi in una transazione siano completati senza errore, altrimenti nessuno di loro risulterà completato. Se alcuni processi sono stati infatti completati ma anche uno di essi risulta errato, vi sarà un'operazione di rollback completo per tutti i processi, compresi quelli che erano stati completati con successo, e la transazione risulterà non eseguita. Lo stato del sistema viene ricondotto allo stato noto precedente, senza memoria delle operazioni tentate o completate all'interno della transazione stessa. Diversamente, se tutte le operazioni previste per una transazione sono completate con successo, la transazione si definisce "committed" e lo stato del sistema passa a quello successivo. Tutti i cambiamenti delle basi dati coinvolte vengono resi permanenti (definitivi) e non è ora possibile operare rollback del sistema.
Un processo di transazione garantisce l'elaborazione rispetto ad errori hardware o software che potrebbero bloccare un transaction processing in una fase intermedia, parziale, lasciando il sistema in uno stato non noto, detto anche inconsistente. Se infatti un server oppure un computer si blocca (crash) nel mezzo di una transazione, non appena il sistema sarà di nuovo disponibile tutte le operazioni uncommitted (non completate in tutte le loro parti) saranno annullate attraverso un rollback di ciascuna di esse.
I processi di transazione sono elaborati dal sistema in un ordine strettamente cronologico. Se la transazione n+1 interessa la stessa porzione di database della transazione n, la transazione n+1 non inizia finché la transazione n non risulta committed. Più in generale, perché una transazione risulti al sistema committed, tutte le altre transazioni che interessano la stessa parte del sistema devono risultare committed; non ci possono essere "buchi" nella sequenza delle transazioni che la precedono.